# طواف فلاندرز 2004
طواف فلاندرز 2004 هو سباق دراجات هوائية أقيم بتاريخ 4 أبريل 2004 ميلادي، تكون السباق من مرحلة واحدة وامتدّ لمسافة 242 كم بسرعة 38.647 كم/س، استغرق السباق 6 ساعة 39 دقيقة.